# Соляной купол

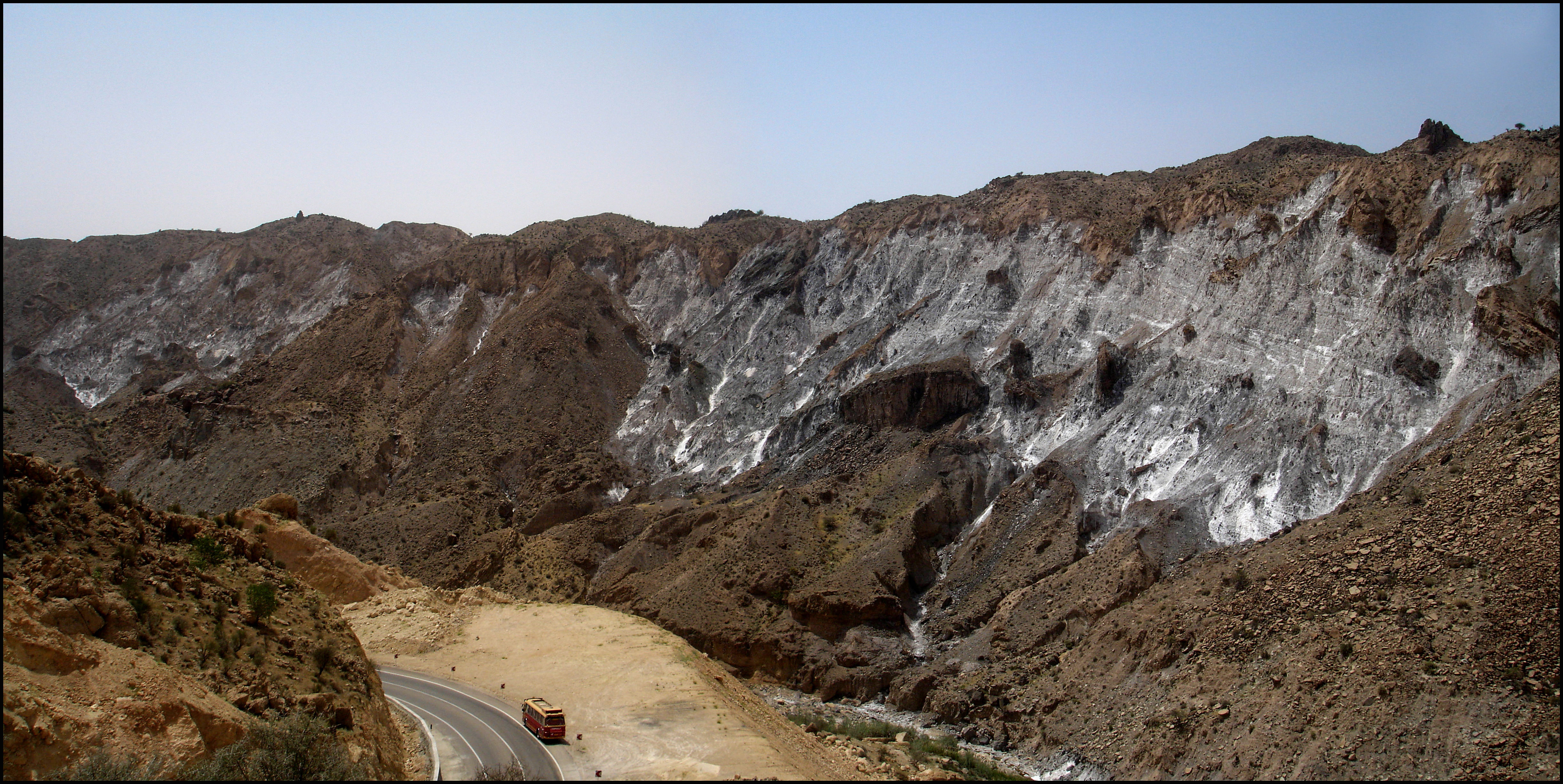
Соляной купол в Фарсе

Соляной купол (Соляной диапир; Соляные интрузии; Купол с соляным ядром) — округлый холм, геологический тип структурного купола, образованного, когда соль (или другие эвапоритовые минералы) внедряется в вышележащие породы в процессе, известном как диапиризм. Прорывающие надсолевые отложения соляные ядра (соляной шток) цилиндрической или окружной формы (соляные интрузии, при выходе на поверхность — соляные экструзии)
Соляные купола могут иметь уникальные поверхностные и подповерхностные структуры. Их можно обнаружить с помощью сейсморазведки и гравиметрии.
Они важны в нефтяной геологии, поскольку могут быть ловушками для нефти.

## История изучения
К 1950 году Ю. А. Косыгин провёл исследование тектоники соляно-купольных областей СССР, которые важны для понимания закономерностей распределения запасов газа и нефти при разведочных работах.

## Формирование

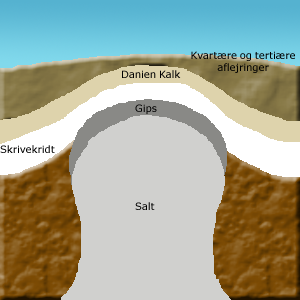
Схема

В стратиграфическом отношении соляные бассейны периодически развивались от протерозоя до неогена. Формирование соляного купола начинается с отложения соли в ограниченном бассейне. В этих бассейнах отток воды превышает приток в результате испарения, что приводит к выпадению осадков и отложению солей. Скорость осаждения соли значительно выше, чем скорость осаждения обломочных горных пород, но одного испарения не достаточно для образования огромного количества соли, необходимого для формирования достаточно толстого пласта для образования соляных диапиров. Должен быть продолжительный период эпизодического затопления и испарения бассейна.
Со временем слой соли покрывается отложениями и погребается под все более крупной вскрышной породой. Ранее исследователи полагали, что уплотнение вышележащих отложений и последующее снижение плавучести приводили к тому, что соль поднималась и проникла в покрывающие породы из-за её пластичности, тем самым создав соляной диапир. Однако после 1980-х годов основной силой, движущей поток соли, считается дифференциальная нагрузка.
Дифференциальная нагрузка может быть вызвана гравитационными силами (гравитационная нагрузка), вынужденным смещением границ солей (смещающая нагрузка) или температурными градиентами (тепловая нагрузка). Поток соли преодолевает прочность вскрышных пород, а также граничное трение, которому способствуют растяжение вскрышных пород, эрозия, надвиги, вязкое истончение или другие формы региональной деформации. Вертикальный рост соляных образований создает давление на восходящую поверхность, вызывая растяжение и разломы (соляная тектоника). Как только соль полностью пронзает вскрышную породу, она может подняться в результате процесса, известного как пассивный диапиризм, когда накопление отложений вокруг диапира способствует её росту и, в конечном итоге, образует купол.

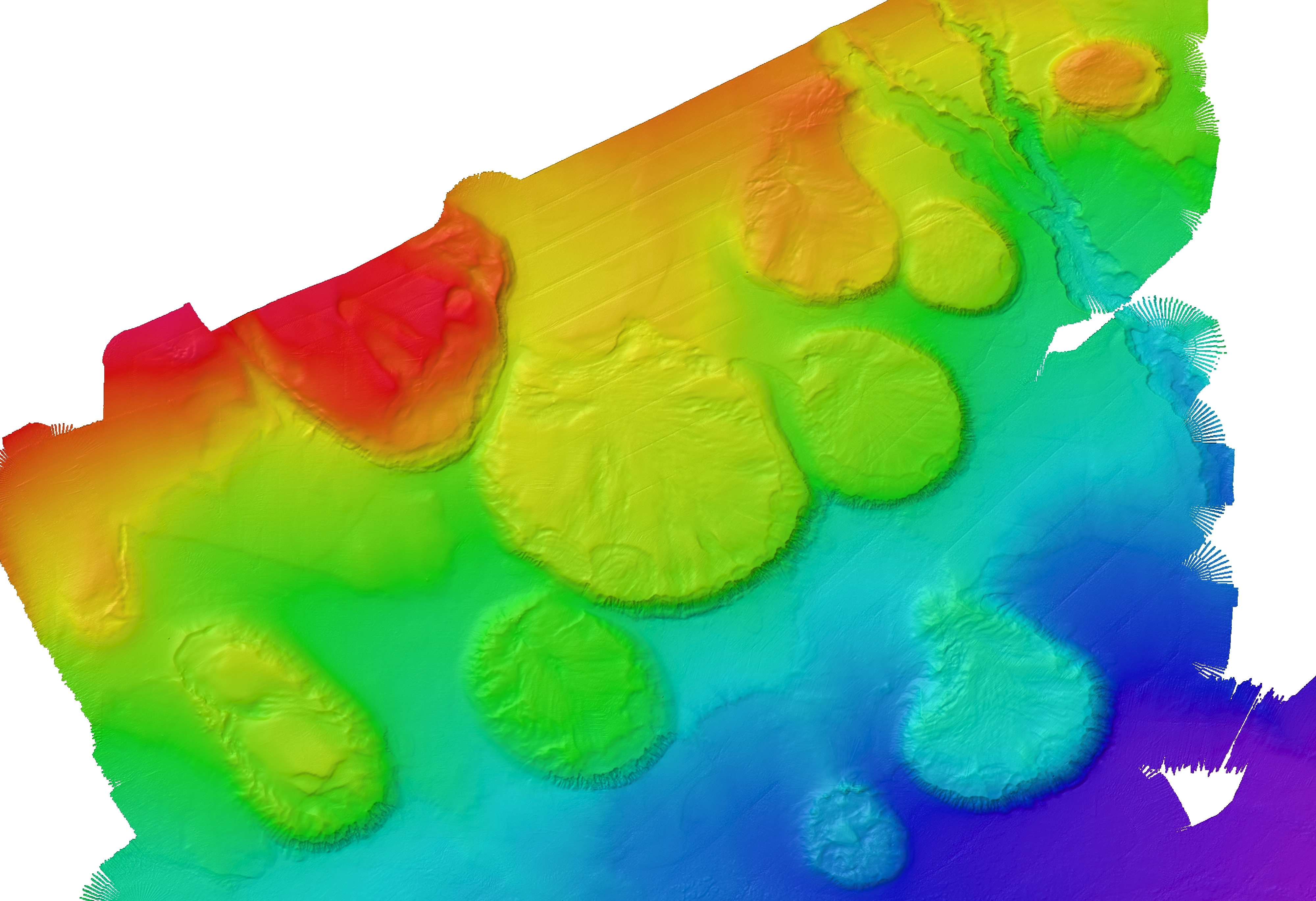
Соляные купола в Мексиканском заливе

## Обнаружение
Некоторые соляные купола видны с поверхности Земли. Их также можно обнаружить по поверхностным структурам и окружающим явлениям. Например, соляные купола могут содержать серные источники и источники природного газа или находиться рядом с ними. Некоторые соляные купола имеют соляные листы, выступающие из вершины купола; они называются солевыми пробками. Эти пробки могут сливаться, образуя соляные навесы, которые затем могут быть повторно мобилизованы за счет осадконакопления кровли, что является наиболее ярким примером в северной части бассейна Мексиканского залива. Ещё одна структура, которая может образовываться из соляных куполов, — это соляные швы. Это происходит, когда рост купола предотвращается из-за исчерпанного запаса соли, а верхний и нижний контакты сливаются.
Соляные купола также были обнаружены с помощью сейсмических рефракций и сейсмических отражений. Последний был разработан на основе методов первого и более эффективен. Сейсмическая рефракция использует сейсмические волны для характеристики подземных геологических условий и структур. Сейсмическое отражение, разработанное на основе методов сейсмической рефракции, подчеркивает наличие резкого контраста плотности между солью и окружающими отложениями. Сейсмические методы особенно эффективны, поскольку соляные купола обычно представляют собой вдавленные блоки земной коры, граничащие с параллельными нормальными разломами (грабенами), которые могут быть окружены взбросами. Достижения в области сейсморазведки и расширение усилий по разведке нефти на шельфе привели к открытию многочисленных соляных куполов вскоре после Второй мировой войны.

## Использование
Соляные купола встречаются вблизи многих углеводородных месторождений Каменная соль соляного купола в основном непроницаема, поэтому, продвигаясь вверх к поверхности, она проникает и изгибает существующую породу вместе с ней. По мере проникновения в пласты горных пород они, как правило, изгибаются вверх там, где встречаются с куполом, образуя карманы и резервуары нефти и природного газа (известные как нефтяные ловушки) В 1901 году в Шпиндлтоп-Хилл недалеко от Бомонта, штат Техас, была пробурена разведочная нефтяная скважина. Это привело к открытию первого соляного купола, показало важность соли в формировании скоплений углеводородов и произвело достаточно нефти, чтобы нефть стала экономически выгодным топливом для Соединённых Штатов.
Покрышка над соляными куполами может содержать залежи самородной серы (извлекаемой по процессу Фраша). Они также могут содержать отложения металлов, нитратов и других веществ, которые можно использовать в таких продуктах, как поваренная соль и химические антиобледенители

## Примеры
Соляные купола встречаются во многих частях мира, где развит достаточно толстый слой каменной соли.
Соляные купола формируются в крупных впадинах платформ (многочисленны в Прикаспийской низменности (Светлоярский соляной купол), Днепровско-Донецком авлакогене Восточно-Европейской платформы), а также в краевых прогибах.
Ормузская соль
На Ближнем Востоке верхненеопротерозойская соль Ормузской формации связана с широко распространенным образованием соляных куполов в большинстве частей Персидского залива и на суше в Иране, Ираке, Объединённых Арабских Эмиратах и Омане. Более густая соль встречается в ряде бассейнов, Западном заливе, Южном заливе и соляных бассейнах Омана.
Бассейн Парадокс

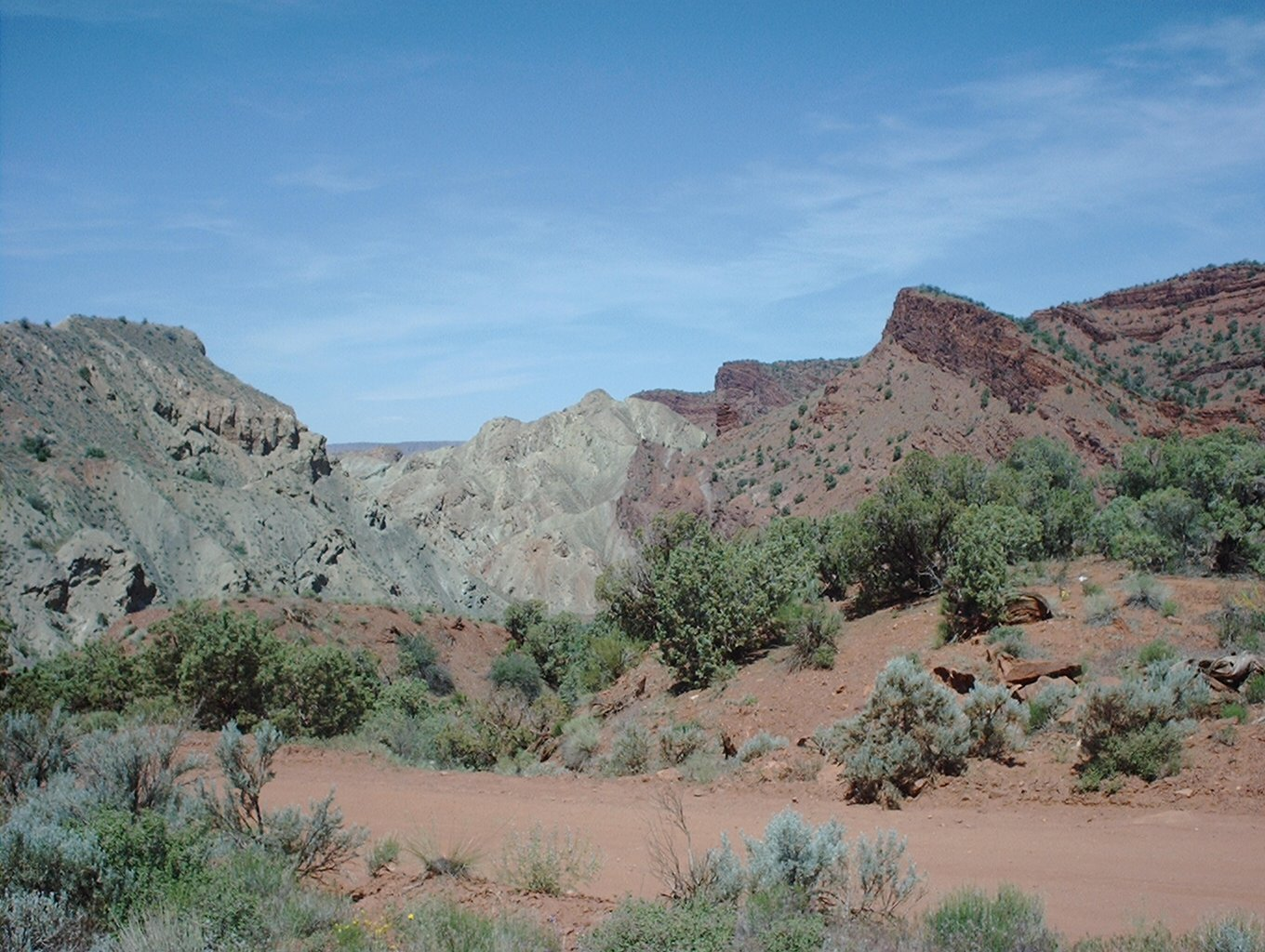
Вид с торца на формирующийся соляной купол Лукового ручья между остатками смещенной вскрышной породы.

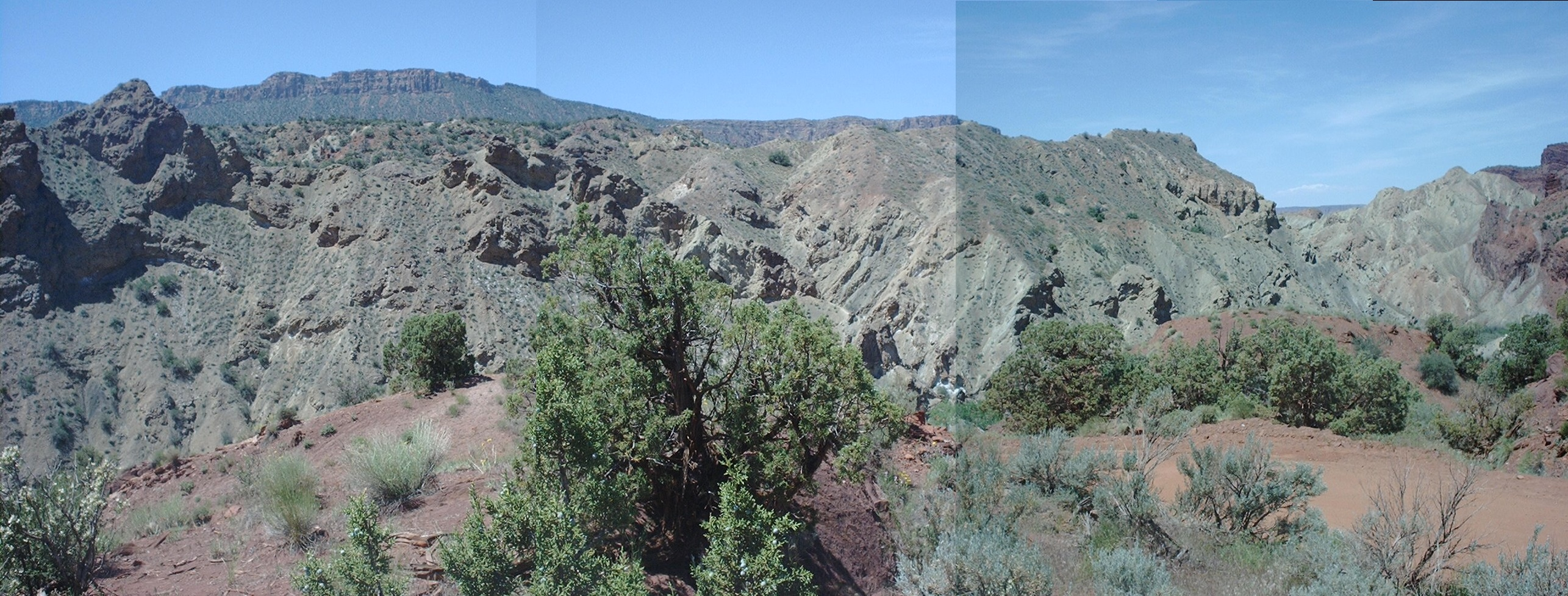
Боковой вид на формирующийся соляной купол с гребня остатков перемещенной вскрышной породы

Соль пенсильванского возраста формации Парадокс образует соляные купола по всему бассейну Парадокс в США, который простирается от восточной Юты через юго-запад Колорадо до северо-запада Нью-Мексико.
Пример зарождающегося соляного купола находится в Онион-Крик, штат Юта / Фишер-Тауэрс, недалеко от Моава, штат Юта. Соляное тело формации Paradox, выступающее гребнем через несколько сотен метров вскрышных пород, преимущественно песчаника. По мере того, как соляное тело поднималось, вскрышные породы образовывали антиклиналь (изгибающуюся вверх вдоль её центральной линии), которая раскололась и подверглась эрозии, обнажив соляное тело.
Баренцево море
На шельфе северной Норвегии в юго-западной части Баренцева моря отлагались мощные верхнекаменноугольные и нижнепермские соли, образуя соляные купола в бассейнах Хаммерфест и Нордкап.
Бассейн Цехштайн
На северо-западе Европы верхняя пермская соль группы Цехштейн сформировала соляные купола над центральной и южной частью Северного моря, простираясь на восток в Германию.
Марокко
Соль верхнего триаса образует соляные купола в бассейне Эс-Сувейра на суше и на шельфе Марокко. Эквивалентная соляная последовательность, формация Арго связана с образованием соляного купола на сопряженной окраине Новой Шотландии.
Мексиканский залив
Побережье Мексиканского залива является домом для более чем 500 обнаруженных в настоящее время соляных куполов, образованных из средней юрской соли Луанн В этом регионе находится остров Эйвери в Луизиане, остров, образованный соляным куполом..
Атлантика
Во время распада Южной Атлантики соль аптского (нижнемелового) возраста откладывалась в области утонченной коры как на бразильской, так и на сопряженной ангольско-габонской окраинах, образуя множество соляных куполов.
Во время мессинского кризиса солености (поздний миоцен) по мере высыхания Средиземного моря образовались толстые слои соли. Позднее отложение, когда море снова наполнилось, вызвало образование соляных куполов.